# أليبيوس الأنطاكي
أليبيوس الأنطاكي، كان جغرافيًا وفيقاراً لبريطانيا الرومانية على الارجح أواخر 350 م. حل محل فلافيوس مارتينوس بعد انتحار فيكاريوس. تم تسجيل حكمه من قبل أميانوس مارسيليانوس وأسهم في إعادة الوثنية مؤقتاً إلى الإمبراطورية الرومانية.

## حياته
جاء أليبيوس من أنطاكية وخدم في عهد قسطنطينوس الثاني ويعتقد بأنه تم تعيينه لضمان عدم وجود أي شخص يمتلك صلات غربية يخدم في بريطانيا خلال فترة عدم الثقة والتمرد والقمع التي يرمز إليها بالأعمال الوحشية التي قام بها كاتب العدل الإمبراطوري باولوس كاتينا. ربما كان عليه أن يتعامل مع تمرد المغتصب كاروسيوس الثاني.
تم تكليف أليبيوس بعد ذلك بإعادة بناء معبد القدس كجزء من محاولة جوليان المنهجية لوقف التنصير في الإمبراطورية الرومانية من خلال استعادة الممارسات الوثنية الوثنية. من بين رسائل جوليان رسالتان (29 و 30) موجهة إلى أليبيوس؛ أحداهما يدعوه إلى روما، والآخري يشكره على أطروحة جغرافية لم تعد موجودة.